# وظيفة (موسيقى)

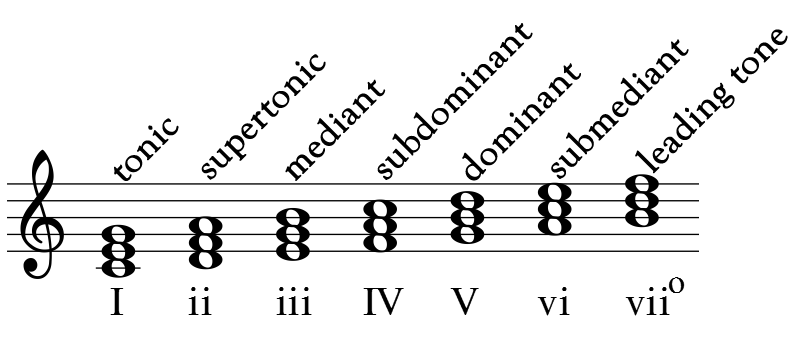

في الموسيقى، يشير مصطلح وظيفة (أو وظيفية نغمية) للعلاقة بين كورد أو درجة سلم وقرار. توجد حاليا نظريتان للوظائف النغمية:
- النظرية الألمانية لهوغو ريمان في عمله Vereinfachte Harmonielehre سنة 1893، والذي عرف نجاحا عالميا (ترجمة إنجليزية وروسية سنة 1896، ترجمة فرنسية سنة 1899)،[3] وهذه هي نظرية الوظائف الدقيقة الأصلية.[4] ذكر ريمان ثلاث «وظائف» نغمية تجريدية هي: القرار (tonic)، الثابتة (dominant)، وتحت الثابتة (subdominant)، وترمز لها على التوالي T و D و S، وقد تتخد شكلا متغيرا في أي كورد أو سلم.[5] ما زالت هذه النظرية، في عدة مراجعات لها، تستعمل في تعليم الانسجام والتحليل في البلدان المتحدثة بالألمانية وفي الدول الأوروبية الشمالية والشرقية.
- النظرية الفيينية المتميزة باستعمال الأرقام الرومانية للإشارة لكوردات السلم النغمي. طورها سايمون زيشتر، أرنولد شوينبيرج، هاينريتش شينكير وآخرون،[6] وهي ممارسة حاليا في غرب أوروبا والولايات المتحدة. لم تكن هذه النظرية في الأصل متعلقة مباشرة بالوظيفية النغمية. تعتبر النظرية علاقة الكوردات بقرارها في سياق التسلسلات التناغمية، عادة باتباع دائرة الخامسات. اتضح وصف هذه النظرية لما يسمى «وظيفة» الكورد في عمل Structural Functions of Harmony لشوينبيرج سنة 1954، وهي مقالة قصيرة تعالج بشكل أساسي التسلسلات التناغمية في سياق «أحادية قرار» عامة.[7]

ألهمت كلتا النظريتين جزئيا من نظريات جان فيليب رامو بدءا بمقالته Traité d'harmonie لسنة 1722. بالرغم من عدم تسمية مفهوم الوظيفة النغمية قبل 1893، إلا أنه موجود نسبيا غي عدة نظريات للانسجام سابقة لهذا التاريخ. من الاستخدامات المبكرة للكلمة في الموسيقى (ليس بنفس المعنى بالضرورة أو بمعنى قريب نسبيا) تلك الخاصة بFétis في مقالته
Traité complet de la théorie et de la pratique de l'harmonie سنة 1844، Durutte في عمله Esthétique musicale سنة 1855، Loquin في Notions élémentaires d'harmonie moderne سنة 1862، إلخ.
طورت فكرة الوظيفة وتستخدم أحيانا لترجمة مفاهيم عتيقة مثل dynamis في اليونانية القديمة أو qualitas في لاتينية العصور الوسطى.